# Ola By Rise
Ola By Rise (Trondheim, 14 de novembro de 1960) é um ex-futebolista norueguês, que atualmente é auxiliar-técnico da Seleção Norueguesa de Futebol, função que exerce desde 2006. 

## Carreira

### Rosenborg
Por clubes, defendeu uma única agremiação, o Rosenborg, tendo estreado em 1977, aos 16 anos. Parou de atuar em 1995, às vésperas de completar 35 anos de idade.
Sua identificação com o Rosenborg era de tal forma que ele, mesmo tendo parado de jogar manteve-se na equipe, primeiro como auxiliar-técnico, e em 2004, alcançou a função de treinador, tendo comandado os Troillongan por alguns meses.

### Seleção Norueguesa
Em sua carreira de jogador, atuava como goleiro, e participou da Copa de 1994 na condição de segundo reserva de Erik Thorstvedt.